# Route 421 (Terre-Neuve-et-Labrador)
Pour les articles homonymes, voir Route 421.
La route 421 est une route tertiaire de la province de Terre-Neuve-et-Labrador d'orientation nord-sud située dans le nord de l'île de Terre-Neuve, au nord-est de l'île de Terre-Neuve. Elle est une route faiblement empruntée, reliant la route 420 à Hampden, suivant la rivière du même nom, puis suivant la rive est de la baie Blanche sur 7 kilomètres, jusqu'à The Beaches, où elle se termine. Route alternative de la 420, elle est nommée Hampden Road, mesure 15 kilomètres, et est une route asphaltée sur l'entièreté de son tracé.

## Communautés traversées
- Hampden
- Rooms
- Georges Cove
- Galeville
- The Beaches